# Ralph W. Moss
Ralph W. Moss nació el 6 de mayo de 1943, en Brooklyn, New York y es un escritor científico. 
Se graduó en la Universidad de Nueva York (BA, cum laude, Phi Beta Kappa, 1965) y de la Universidad de Stanford(MA, 1973, PhD, 1974, Clásicos).
Fue subdirector de asuntos públicos en el Memorial Sloan-Kettering en Nueva York (1974-1977) y desde que dejó ese puesto en 1977, Moss ha evaluado de forma independiente los postulados de los tratamientos contra el cáncer, tanto convencionales como no convencionales en todo el mundo.
Actualmente escribe Moss Reports, exhaustivos informes sobre los diagnósticos más comunes de cáncer y ha pasado más de veinte años investigando y escribiendo sobre problemas de cáncer, con un énfasis especial en los tratamientos alternativos.